# Sssssss
Sssssss, conocida como El hombre cobra en Argentina y como Silbido de muerte o Sssilbido de muerte en España, es una película de terror estadounidense con elementos de ciencia ficción dirigida por Bernard L. Kowalski y estrenada en 1973.

## Trama
David Blake (Dirk Benedict) es un estudiante universitario contratado por el doctor Carl Stoner (Strother Martin) para que lo ayude en sus experimentos con serpientes. Para la seguridad del nuevo asistente, el doctor Stoner comienza a aplicarle un suero antiofídico que lo inmunizaría del veneno de los ofidios.
Por otro lado, cuando Blake conoce a Kristina Stoner (Heather Menzies), la hija del científico, comienza entre ellos una relación romántica.
Durante una visita a la feria se muestra uno de los experimentos fallidos del doctor, publicitado como un hombre mitad humano y mitad serpiente. En este momento, Kristina confirma las intenciones de su padre de convertir a David en una cobra. Sumado a esto, el científico teme por lo que podrá ocurrir al enterarse de que David y su hija han tenido relaciones sexuales.

## Reparto
| Actor           | Personaje          |
| --------------- | ------------------ |
| Strother Martin | Doctor Carl Stoner |
| Dirk Benedict   | David Blake        |
| Heather Menzies | Kristina Stoner    |

## Premios y nominaciones
| Año            | Categoría                         | Nominado       | Resultado      |
| Premios Saturn | Premios Saturn                    | Premios Saturn | Premios Saturn |
| -------------- | --------------------------------- | -------------- | -------------- |
| 1975           | Mejor película de ciencia ficción | Sssssss        | Candidata      |